# Marmozeta złotogłowa
Marmozeta złotogłowa (Leontopithecus chrysomelas) – gatunek ssaka naczelnego z rodziny pazurkowcowatych (Callitrichidae). Gatunek endemiczny; występuje tylko w nizinnych fragmentach lasów tropikalnych w stanie Bahia w Brazylii. Jest uważany przez IUCN za zagrożony gatunek.

## Taksonomia
Gatunek po raz pierwszy zgodnie z zasadami nazewnictwa binominalnego opisał w 1820 roku niemiecki przyrodnik Heinrich Kuhl nadając mu nazwę Midas chrysomelas. Miejsce typowe według oryginalnego opisu to Rio dos Ilhos w Brazylii; ograniczone do Ribeirão das Minhocas, na lewym brzegu górnego biegu Rio dos Ilhéus, w Bahii, w Brazylii. 
Filogeneza molekularna rodzaju Leontopithecus przeprowadzona w 2008 r. wykazała, że L. chrysomelas jest formą bazalną tego kladu. Anatomicznie, L. chrysomelas okazał się gatunkiem najbardziej rozbieżnym, z masywniejszym ciałem, stosunkowo dużymi i zmodyfikowanymi siekaczami, stosunkowo małymi zębami policzkowymi i unikalnym kształtem czaszki. Syntypy zebrane przez Kuhla znajdują się w trzech różnych muzeach: zamontowana skóra z czaszką w środku dorosłego samca (sygnatura AMNH MS-252) z Amerykańskiego Muzeum Historii Naturalnej; zamontowana skóra dorosłej samicy (sygnatura RMNH.MAM.17691) ze zbiorów Rijksmuseum van Natuurlijke Historie; oraz dorosły samiec zakupiony przez Muzeum Historii Naturalnej w Paryżu, obecnie zaginiony.
Autorzy Illustrated Checklist of the Mammals of the World uznają ten takson za gatunek monotypowy.

### Etymologia
- Leontopithecus: gr. λεων leō, λεοντος leontos „lew”; πιθηκος pithēkos „małpa”[15].
- chrysomelas: gr. χρυσος khrusos „złoto”; μελας melas, μελανος melanos „czarny”[16].

## Zasięg występowania
Marmozeta złotogłowa występuje we wschodniej Brazylii (Bahia), między rzekami de Contas (granica północna) a Pardo i na południe od rzeki Pardo wzdłuż jej środkowego biegu do Jequitinhonhy na granicy Bahii i Minas Gerais. Introdukowany na przedmieściach Niterói w stanie Rio de Janeiro.

## Morfologia
Długość ciała (bez ogona) 22–26 cm, długość ogona 33–39 cm; masa ciała samic 480–590 g, samców 540–700 g. Gatunek ten przypomina wyglądem marmozetę lwią, główną różnicą jest ubarwienie - czarne futro pokrywa większą część ciała, z wyjątkiem łap i głowy, które mają złoty odcień. Cechuje je niewielka głowa i ciało oraz stosunkowo duże kły i bardzo długi ogon. Dymorfizm płciowy słabo zaznaczony.

## Tryb życia
Marmozeta złotogłowa żyje w lasach tropikalnych, gdzie przebywa na wysokościach od 3 do 10 metrów nad ziemią. Prawie całe swoje życie spędzają na drzewach, włączając w to sen i reprodukcję. Prowadzą dzienny tryb życia. Tworzą grupy złożone z 2-8 osobników (zazwyczaj 3-4); okazjonalnie tworzą grupy liczące do 16 osobników. Typowa rodzina składa się z rodziców i ich najmłodszego potomstwa. Pary łączą się na całe życie, okres godowy rozpoczyna się około września i kończy w marcu. Ciąża trwa 125-132 dni. Oboje partnerów opiekuje się młodymi. Samce osiągają dojrzałość płciową w około 24. miesiącu życia, samice w 18. Dorosłe osobniki tej samej płci wykazują wobec siebie agresję terytorialną. Żywią się owocami i insektami, okazjonalnie uzupełniając dietę ślimakami i pająkami. Stwierdzono przypadki zjadania jaszczurek, jaj ptasich, a nawet piskląt.

## Status zagrożenia
W Czerwonej księdze gatunków zagrożonych Międzynarodowej Unii Ochrony Przyrody i Jej Zasobów został zaliczony do kategorii EN (ang. endangered ‘zagrożony’).